# Louis-Alexandre af Bourbon, fyrste af Lamballe
Louis-Alexandre af Bourbon, fyrste af Lamballe (født 6. september 1747 i Paris, død 6. maj 1768 i Louveciennes nær Versailles, Yvelines, Île-de-France) var en fransk højadelig, der livet igennem havde høflighedstitlen fyrste af Lamballe. 
Han var oldesøn både af Ludvig 14. af Frankrig og af Filip af Orléans, Hertug af Orléans, Regent af Frankrig. Filip af Orléans var i 1715–1723 Ludvig 14.s efterfølger som fungerende statsoverhoved (dvs., at han var formynder for den unge Ludvig 15.).

## Ægteskab
Fyrste Louis-Alexandre af Lamballe var gift med en italiensk født prinsesse, der blev overhofmesterinde hos dronning Marie-Antoinette, som var gift ved kong Ludvig 16. af Frankrig.

## Penthièvre–formuen
Efter kun 16 måneders ægteskab døde den 20–årige Louis-Alexandre af Lamballe. Hans far levede frem til 1793. Faderen overlevede sin gemalinde og 6 af sine 7 børn. 
Faderen ejede Penthièvre–formuen, der var Frankrigs største private formue. Efter faderens død blev formuen arvet af Louis-Alexandre af Lamballes eneste overlevende søster, der var hertuginde af Orléans. Gennem hende kom formuen til Orléans-slægten. 